# کلاوس هونه
کلاوس هونه (آلمانی: Klaus Höhne; ۱۳ ژوئن ۱۹۲۷ – ۲۱ اوت ۲۰۰۶) بازیگر اهل کشور آلمان بود.
از فیلم‌ها یا برنامه‌های تلویزیونی که وی در آن نقش داشته‌است می‌توان به دهه پنجاه وحشی اشاره کرد.